# Bouillé-Ménard
Bouillé-Ménard är en kommun i departementet Maine-et-Loire i regionen Pays de la Loire i nordvästra Frankrike. Kommunen ligger i kantonen Pouancé som tillhör arrondissementet Segré. År 2022 hade Bouillé-Ménard 775 invånare.

## Befolkningsutveckling
Antalet invånare i kommunen Bouillé-Ménard
| Referens: INSEE |